# 大谷裕之
大谷 裕之（おおたに ひろゆき）は、日本の化学者である。横浜国立大学教授。専門は有機合成化学。

## 来歴・人物
1981年、埼玉大学理学部化学科卒業。1987年、大阪大学大学院理学研究科博士後期課程修了。理学博士（大阪大学）。横浜国立大学環境情報学府教授。

## 論文
- 「トロポチオンとシクロペンタジエンの新規環状付加反応および反応速度論研究」（共著）（埼玉大学紀要 自然科学篇 (18), p101-165, 1982）
- 「Tropothioneおよびその塩化遷移金属錯体の赤外線吸収スペクトル」（共著）（埼玉大学紀要 自然科学篇 (19), p105-118, 1983）
- 「トロポスルフィンの合成と基本物性」（共著）（埼玉大学紀要 自然科学篇 (19), p71-103, 1983）
- 「トロポチオンの合成,単離,および基本物性-1-化学的基本物性とMSスペクトル,IRスペクトル,電子スペクトル,および60MHz 1H NMRスペクトル」（共著）（埼玉大学紀要 自然科学篇 (19), p1-47, 1983）
- 「トロポチオンの合成,単離,および基本物性-2-高分解能核磁気共鳴スペクトルと双極子モーメント」（共著）（埼玉大学紀要 自然科学篇 (19), p49-70, 1983）
- 「擬芳香族化合物の研究-16-Troposulfineの合成と基本物性-2-」（共著）（埼玉大学紀要 自然科学篇 (20), p1-33, 1984）
- 「ホスト分子 (ヘミカルセランド) によるシクロブタジエンの反応活性の制御」（化学と工業 Chemistry and chemical industry 45(7), 1307-1308, 1992）
- 「マレーシア産の植物Staurogyne merguensis Kuntzeに含まれる甘味配糖体ストロジンの構造と活性」（共著）（日本味と匂学会誌 1(3), 150-152, 1994）
- Toropothione S-Oxide : The first example of a sulfine charge reversion (Umpolung) (Journal of the American Chemical Society, 116/1, 407-408, 1994)
- Spectral and comformation change on deprotonation in 8,8-Dicyano-3-(4'-hydroxy)phenylheptafulvene (Dyes and Pigments, 35/3, 205-217, 1997)
- Color change on deprotonation in 5-(8,8-Dicyanoheptafulven-3-yl)-2-hydroxy-1,3-xylyl-18-crown-5 (Dyes and Pigments, 38/4, 227-242, 1998)
- 5-(8,8-Dicyanoheptafulven-3-yl)-2-hydroxy-1,3-xylyl-18-crown-5 potssium salt mono-hydrate (Acta Crystallographica Section C, C55/, 536-538, 1999)
- Electronic characterization of NLO-Active8,8-Dicyano-3-(4'-N,N-Dimethylamino) phenylheptafulvene (The Journal of Physical Chemistry B, 103/3, 426-430, 1999)
- Synthesis and structure of NLO-active8,8-Dicyano-3-(4'-N,N-Dimethylamino) phenylheptafulvene (Chemistry Letters, /,389-390, 1999)
- 「6-フェニルアズレン類の構造と電子スペクトル」（共著）（基礎有機化学討論会要旨集（基礎有機化学連合討論会予稿集） 16(0), 2054-2054, 2002）
- 「フェロセンの置換した2-メトキシトロポチオン及びその関連化合物の合成と性質」（共著）（基礎有機化学討論会要旨集（基礎有機化学連合討論会予稿集） 16(0), 2075-2075, 2002）
- 「アセチレンで拡張したアズレニルトロポン類の合成と電子スペクトル」（共著）（基礎有機化学討論会要旨集（基礎有機化学連合討論会予稿集） 18(0), 114-114, 2006）
- 「チエノ[3,2-b]チオフェン環で拡張した5-(4-ヒドロキシフェニル)トロポロンとその酸化体の合成と性質」（共著）（基礎有機化学討論会要旨集（基礎有機化学連合討論会予稿集） 18(0), 213-213, 2006）
- 「5-アリールエチニルトロポロン類とその金属錯体の合成と性質」（共著）（基礎有機化学討論会要旨集（基礎有機化学連合討論会予稿集） 18(0), 309-309, 2006）
- 「非ベンゼン系トラン型化合物の合成と性質」（共著）（基礎有機化学討論会要旨集（基礎有機化学連合討論会予稿集） 37(0), 136-136, 2007）
- 「1,8-ビス[(トロポロン-5-イル)エチニル]アントラセンの合成と性質」（共著）（基礎有機化学討論会要旨集（基礎有機化学連合討論会予稿集） 37(0), 137-137, 2007）
- 「ビス(2-アミノトロポン-5-イル)ブタジイン類の合成とそれらの発光スペクトル」（共著）（基礎有機化学討論会要旨集（基礎有機化学連合討論会予稿集） 37(0), 138-138, 2007）
- 「5-アズレニルエチニルトロポロン類とその金属錯体の合成と性質」（共著）（基礎有機化学討論会要旨集（基礎有機化学連合討論会予稿集） 37(0), 95-95, 2007）
- 「9,10-ジエチニルアントラセンで拡張したビトロポン化合物の合成と性質」（共著）（基礎有機化学討論会要旨集（基礎有機化学連合討論会予稿集） 2008(0), 205-205, 2008）
- 「ジエチニルベンゼンで連結したトロポロン二量体の合成と性質」（共著）（基礎有機化学討論会要旨集（基礎有機化学連合討論会予稿集） 2008(0), 206-206, 2008）
- 「対称的テルフェニル型トロポノイド分子の合成と溶液スペクトル」（共著）（基礎有機化学討論会要旨集（基礎有機化学連合討論会予稿集） 2008(0), 207-207, 2008）
- 「9-ドデシル-1, 8ジエチニルアントラセンで拡張したトロポノイド二量体から誘導した遷移金属錯体の合成と性質」（共著）（基礎有機化学討論会要旨集（基礎有機化学連合討論会予稿集） 2011(0), 260-260, 2011）
- 「対称ターフェニル型トロポノイドの分子構造と光物性」（共著）（基礎有機化学討論会要旨集（基礎有機化学連合討論会予稿集） 2011(0), 443-443, 2011）